# Cosmopolis (romanzo)
Cosmopolis è un romanzo dello scrittore italo-americano Don DeLillo, pubblicato nel 2003.

## Trama
Cosmopolis è la storia di Eric Packer, un gestore patrimoniale multimiliardario di 28 anni che attraversa il centro di Manhattan per farsi tagliare i capelli nel quartiere di Hell's Kitchen. Va in giro in una limousine, che è  descritta come lussuosa, spaziosa e altamente tecnologica, piena di schermi televisivi e monitor per computer, protetta da vetri antiproiettile e decorata con marmo di Carrara. È inoltre rivestita in sughero per attutire il rumore della strada.
Il viaggio di Packer è ostacolato da vari ingorghi, causati da una visita presidenziale in città, da una rivolta anticapitalista e da una processione funebre per una stella rap sufi, appena deceduta. Lungo la strada, ha diversi incontri casuali con sua moglie e incontri sessuali con altre donne, uccide un uomo della sua scorta e partecipa alle riprese di un film. Packer è anche perseguitato da due uomini, un "pasticcere terrorista" e una "minaccia credibile". Nel corso della giornata, il protagonista perde incredibili quantità di denaro, scommettendo contro l'ascesa dello Yen, che invece continua a salire.

## Opere derivate
Nel 2012 dal libro è stato tratto il film Cosmopolis, diretto e sceneggiato da David Cronenberg e interpretato da un ricco cast comprendente Robert Pattinson, Samantha Morton, Jay Baruchel, Paul Giamatti, Kevin Durand e Juliette Binoche. Il film è stato presentato in concorso al 65simo Festival di Cannes.

## Edizioni in italiano
- Don DeLillo, Cosmopolis, traduzione di Silvia Pareschi, Torino: Einaudi, 2003
- Don DeLillo, Cosmopolis, traduzione di Silvia Pareschi, Roma: La Biblioteca di Repubblica, 2018
- Don DeLillo, Cosmopolis, traduzione di Silvia Pareschi; legge: Andrea Barcella, Feltre: Centro internazionale del libro parlato, 2022